# Victor Crivoi
Victor Crivoi  (ur. 25 maja 1982 w Bukareszcie) – rumuński tenisista, reprezentant kraju w Pucharze Davisa.

## Kariera tenisowa
W 2005 roku wygrał 7 turniejów rangi Futures. W rezultacie został laureatem tytułu ITF „Player Of The Year” w 2005. Na początku tego roku znajdował się na 488. miejscu w rankingu, a pod koniec był na 269. miejscu. W rozgrywkach ATP Challenger Tour wygrał jeden 1 tytuł singlowy oraz 3 deblowe.
Najwyższą – 75. pozycję w rankingu singlowym osiągnął 17 sierpnia 2009 roku. Najwyższe miejsce w rankingu deblowym (300.) zdobył 30 kwietnia 2007 roku.
Crivoi 2 razy osiągał 2 rundę Wielkiego Szlema w grze pojedynczej. W 2009 roku w 1 rundzie French Open pokonał Simona Greula w 3 setach. Następnie przegrał z Gaëlem Monfilsem 4:6, 3:6, 3:6. Podczas Wimbledonu w tym samym roku wpierw pokonał Björna Phau 4:6, 6:1, 7:6(3), 2:6, 6:3, lecz później przegrał z Nikołajem Dawydienko 4:6, 4:6, 2:6.
Zadebiutował w narodowym zespole w Pucharze Davisa w 2006 roku, a po raz ostatni w 2012, notując bilans 4 zwycięstw i 8 porażek.

### Zwycięstwa w turniejach ATP Challenger Tour w grze pojedynczej
| Końcowy wynik | Nr | Data             | Turniej  | Nawierzchnia | Przeciwnik        | Wynik finału |
| ------------- | -- | ---------------- | -------- | ------------ | ----------------- | ------------ |
| Zwycięzca     | 1. | 18 sierpnia 2008 | Manerbio | Ceglana      | Christophe Rochus | 7:6(10), 6:2 |